# Предраг Пашић
Предраг Пашић (Сарајево, 18. октобар 1958) бивши је југословенски фудбалер.

## Спортска каријера

### Клуб
Предраг Пашић је рођен 18. октобра 1958. године у Сарајеву. Поникао је у фудбалском клубу Сарајево. За први тим Сарајева је играо од 1975. до 1985. године, а укупно је провео седамнаест година у клубу са Кошева. Са клубом је освојио 1976. године јуниорску титулу првака бивше Југославије. Био је стандардни првотимац и капитен Сарајева. У сезони 1984/85. освојио је шампионску титулу, након чега је проглашен за најбољег фудбалера године у Југославији.
После Сарајева, потписао је уговор за први клуб у иностранству, то је био немачки Штутгарт. Две сезоне је био фудбалер Штутгарта, у чијем је дресу одиграо 46 утакмица и постигао седам голова.
Након завршетка играчке каријере, био је директор школе фудбала „Бубамара” која се налазила у Сарајеву.

### Репрезентација
Пашић је био члан пионирске, кадетске и јуниорске репрезентације Југославије. За А репрезентацију Југославије одиграо је десет утакмица и постигао један погодак. Дебитовао је 25. марта 1981. године против Бугарске (2:1) у Суботици, а последњи пут је наступио 27. марта 1985. против Луксембурга (1:0) у Зеници. Учествовао је на Светском првенству 1982. године у Шпанији.

## Статистике каријере
Клуб
| Клуб              | Сезона            | Лига | Лига | Куп | Куп | Европа | Европа | Укупно | Укупно |
| Клуб              | Сезона            | Ута  | Гол  | Ута | Гол | Ута    | Гол    | Ута    | Гол    |
| ----------------- | ----------------- | ---- | ---- | --- | --- | ------ | ------ | ------ | ------ |
| Сарајево          | 1975/76           | 4    | 0    | 0   | 0   | —      | —      | 4      | 0      |
| Сарајево          | 1976/77           | 1    | 0    | 0   | 0   | —      | —      | 1      | 0      |
| Сарајево          | 1977/78           | 11   | 0    | 2   | 0   | —      | —      | 13     | 0      |
| Сарајево          | 1978/79           | 27   | 5    | 1   | 0   | —      | —      | 28     | 5      |
| Сарајево          | 1979/80           | 33   | 5    | 3   | 1   | —      | —      | 36     | 6      |
| Сарајево          | 1980/81           | 28   | 5    | 1   | 0   | 2      | 2      | 31     | 7      |
| Сарајево          | 1981/82           | 31   | 12   | 2   | 3   | —      | —      | 33     | 15     |
| Сарајево          | 1982/83           | 12   | 1    | 1   | 2   | 4      | 4      | 17     | 7      |
| Сарајево          | 1983/84           | 16   | 6    | 1   | 0   | —      | —      | 17     | 6      |
| Сарајево          | 1984/85           | 33   | 9    | 1   | 0   | —      | —      | 34     | 9      |
| Сарајево          | 1985/86           | 7    | 1    | 0   | 0   | 2      | 0      | 9      | 1      |
| Сарајево          | Укупно            | 203  | 44   | 12  | 6   | 8      | 6      | 223    | 56     |
| Штутгарт          | 1985/86           | 22   | 5    | 5   | 1   | -      | -      | 27     | 6      |
| Штутгарт          | 1986/87.          | 24   | 2    | 0   | 0   | 1      | 0      | 25     | 2      |
| Штутгарт          | Укупно            | 46   | 7    | 5   | 1   | 1      | 0      | 52     | 8      |
| Укупно у каријери | Укупно у каријери | 249  | 51   | 17  | 7   | 9      | 6      | 275    | 64     |

Наступи за репрезентацију
| Тим         | Година | Наступи | Голови |
| ----------- | ------ | ------- | ------ |
| Југославија | 1981   | 5       | 1      |
| Југославија | 1982   | 1       | 0      |
| Југославија | 1983   | 0       | 0      |
| Југославија | 1984   | 0       | 0      |
| Југославија | 1985   | 4       | 0      |
| Укупно      | Укупно | 10      | 1      |

Голови за репрезентацију
| # | Датум              | Локација | Противник  | Гол | Резултат | Такмичење                                |
| - | ------------------ | -------- | ---------- | --- | -------- | ---------------------------------------- |
| 1 | 21. новембар 1981. | Нови Сад | Луксембург | 4:0 | 5:0      | Квалификације за Светско првенство 1982. |

## Трофеји
- Сарајево
  - Првенство Југославије: 1984/85.
- Индивидуални
  - Најбољи играч Првенства Југославије 1985. године.

## Приватно
Отац му је био војно лице, преминуо и сахрањен је у Београду. У Београду му живе мајка и брат. Има две кћерке, које се зову Ања и Дуња.
За себе каже да није Србин већ Босанац-Херцеговац православац.